# Herb Jeżowa
Herb Jeżowa – jeden z symboli miasta i gminy Jeżów.

## Wygląd i symbolika
Herb przedstawia na tarczy w polu niebieskim mury miejskie czerwone, z wieżami przykrytymi trójkątnymi hełmami, czarnymi, z których środkowa, najwyższa, zwieńczona kulą.
Mury miejskie są w herbach tradycyjnym symbolem praw miejskich. Jeżów posiadał je w latach 1272-1870 oraz od 2022.